# John B. Little
John Brittain Little (* 15. Januar 1956 in Elmira (New York)) ist ein US-amerikanischer Mathematiker, der sich mit Algebraischer Geometrie befasst.
Little studierte ab 1972 Mathematik am Haverford College (Bachelor-Abschluss 1976 magna cum laude) und ab 1976 an der Yale University, an der er 1980 bei Bernard Saint-Donat promoviert wurde (Translation manifolds and the converse of Abel’s theorem). 1979/80 war er an der Harvard University. Er wurde 1980 Assistant Professor, 1986 Associate Professor und 2003 Professor für Mathematik am College of the Holy Cross.
1993/94 war er Gastwissenschaftler an der Cornell University und 2003 war er am MSRI.
Er befasst sich mit algebraischer Geometrie und kommutativer Algebra einschließlich algorithmischer Aspekte und mit algebraischer Kodierungstheorie.
2016 erhielt er den Leroy P. Steele Prize for Mathematical Exposition der American Mathematical Society gemeinsam mit David A. Cox und Donal O’Shea für ihre einführenden Lehrbücher der algebraischen Geometrie.

## Schriften
- mit David Cox, Donal O’Shea: Ideals, varieties, and algorithms: an introduction to computational algebraic geometry and commutative algebra, 4. Auflage, Springer Verlag 2015
- mit David A. Cox, Donal O’Shea: Using algebraic geometry, 2. Auflage, Springer Verlag 2005
- mit David A. Cox, Henry Schenck: Toric Varieties, American Mathematical Society 2011